# Taiwanrosenfink
Taiwanrosenfink (Carpodacus formosanus) är en fågel i familjen finkar inom ordningen tättingar. Tidigare behandlades den som underart till vinröd rosenfink.

## Utseende och läte
Taiwanrosenfinken är med kroppslängden 15–16 cm en medelstor till stor rosenfink, med konformad näbb och kluven stjärt. Likt andra rosenfinkar skiljer sig dräkten åt kraftigt mellan könen, där hanen är nästan helt karmosinröd och honan gråbrun. Jämfört med liknande vinröd rosenfink är den större med tydligt längre stjärt. Hanen än mer bjärt färgad med lite mer inslag av vitt i tertialerna, medan honan har något kraftigare fläckat bröst och mörkare buk. Även kontaktlätet skiljer sig, där det mycket korta "zip" är något längre. Sången beskrivs som ett kort tvåstavigt "bee-do" eller "do-bee".

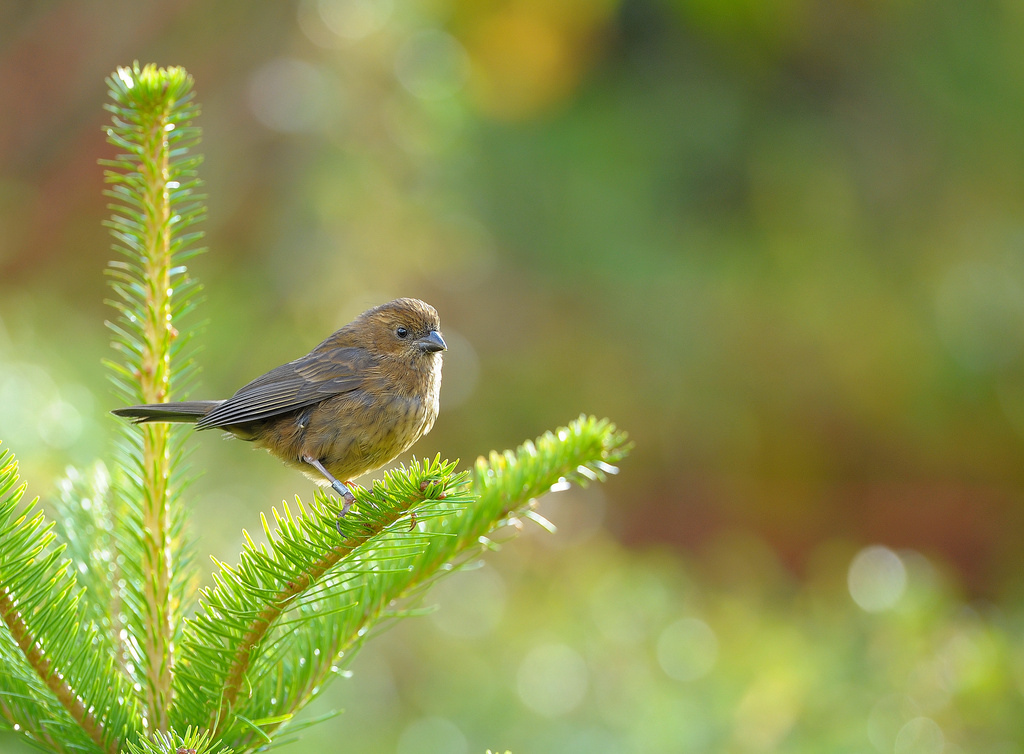
Hona.

## Utbredning och systematik
Fågeln förekommer i bergstrakter på Taiwan. Den betraktades tidigare som en isolerad underart till vinröd rosenfink (C. vinaceus) men genetiska studier visar på betydande skillnader. Den behandlas därför numera allmänt som egen art. Arten behandlas som monotypisk, det vill säga att den inte delas in i några underarter.

## Levnadssätt
Taiwanrosenfinken hittas i skogsbryn, täta bamubsnår och vägrenar i bergsbelägna områden. Födan består av olika sorters frön som den mestadels letar efter på marken, men även lågt i vegetationen. Dess häckningsbiologi är okänd.

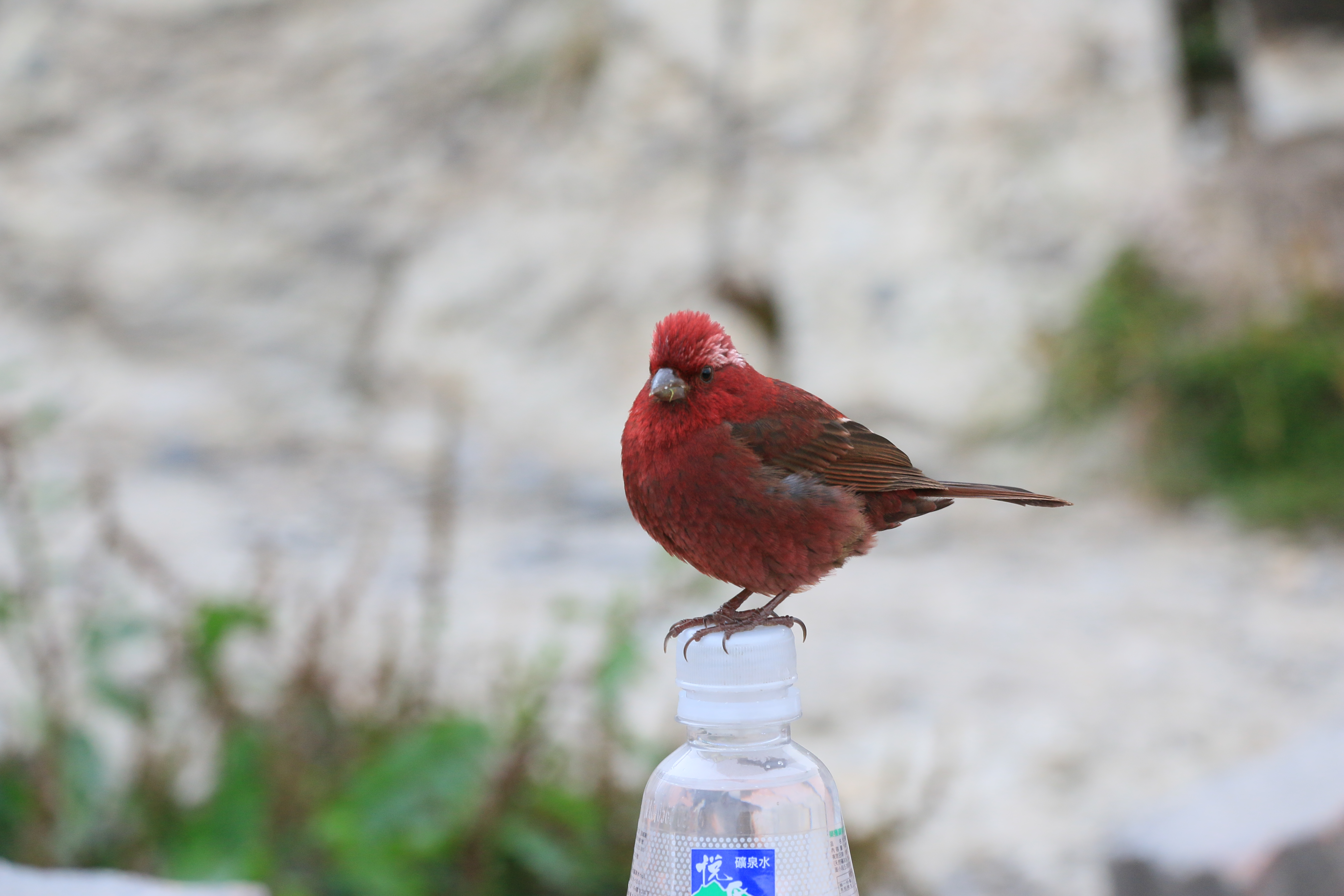

## Status och hot
Arten har ett rätt begränsat utbredningsområde men det finns inga tecken på vare sig några substantiella hot eller att populationen minskar. Utifrån dessa kriterier kategoriserar IUCN arten som livskraftig (LC).